# Herta Oberheuser

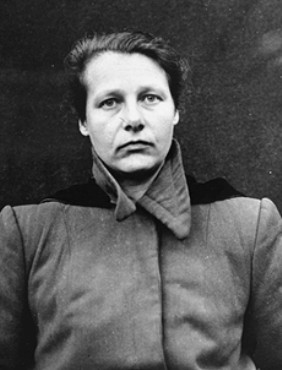
Herta Oberheuser als Angeklagte im Nürnberger Ärzteprozess

Herta Oberheuser (* 15. Mai 1911 in Köln; † 24. Januar 1978 in Linz am Rhein) war eine deutsche Hautärztin. Als Ärztin im KZ Ravensbrück war sie verantwortlich für Menschenversuche mit Sulfonamiden, für die sie als einzige Frau beim Nürnberger Ärzteprozess angeklagt und verurteilt wurde.

## Leben
Oberheuser wurde am 15. Mai 1911 in Köln als Tochter eines Ingenieurs geboren. Sie wuchs in Düsseldorf auf, wo sie 1931 das Abitur ablegte. Anschließend studierte sie in Bonn und Düsseldorf Medizin. Die Familie Oberheuser war nicht wohlhabend, so dass Oberheuser sich ihr Studium teilweise selbst finanzieren musste. Sie legte 1936 ihr Staatsexamen ab, wurde 1937 zum Dr. med. promoviert, erhielt ihre erste Stelle als Assistenzärztin am Physiologischen Institut in Bonn und arbeitete danach an der Medizinischen Klinik in Düsseldorf. Dann entschloss sie sich zu einer Fachausbildung als Hautärztin und wechselte an die Düsseldorfer Hautklinik. Den Facharzttitel für Dermatologie erlangte sie 1940. Ab 1940 war sie beim Gesundheitsamt in Düsseldorf tätig. Sie war auf Forschungsversuche an lebenden Tieren, Vivisektion, spezialisiert.
Sie trat 1935 dem nationalsozialistischen Bund Deutscher Mädel bei, wo sie bis zur Ringärztin aufstieg. Am 8. Juli 1937 beantragte sie die Aufnahme in die NSDAP und wurde rückwirkend zum 1. Mai desselben Jahres aufgenommen (Mitgliedsnummer 4.468.291). Später schloss sie sich auch dem Nationalsozialistischen Schwesternverband, NS-Ärztebund und Reichsluftschutzbund an.
Im Jahre 1940 wurde sie auf eine Stellenanzeige in einer medizinischen Fachzeitschrift aufmerksam. Es wurde eine Stelle als Lagerärztin in einem „Frauen-Umschulungslager“ ausgeschrieben. Dabei handelte es sich um das Konzentrationslager Ravensbrück. Auf ihre Bewerbung hin wurde sie zunächst drei Monate eingearbeitet und schließlich für das KZ Ravensbrück dienstverpflichtet, wo sie von Anfang 1941 bis Sommer 1943 unter den Standortärzten Walter Sonntag und Gerhard Schiedlausky tätig war. Danach wechselte sie als chirurgische Assistentin in die Heilanstalt Hohenlychen zu Karl Gebhardt, wo sie bis Kriegsende arbeitete.

## Menschenversuche im KZ Ravensbrück
Medizinische Experimente in Ravensbrück dienten meist der Erforschung der Vitalfunktionen unter Extremzuständen, oft mit Blick auf eine militärische Nutzung zur Behandlung von Erfrierungen oder Verletzungen, die Soldaten im Kampf erleiden können. Die entsprechenden Verletzungen wurden den Testpersonen zugefügt, und man erstellte Statistiken und experimentierte mit Heilmitteln. Nach Vorläufer-Experimenten im KZ Sachsenhausen wurden in Ravensbrück unter anderem Versuche mit Sulfonamiden unternommen, auf die man als Antibiotika große Hoffnungen bei der Behandlung Verwundeter setzte. Den Opfern der Versuche wurden Bakterien, Fäulniserreger, Holzsplitter und Glas in eigens hierfür zugefügte Wunden eingebracht, womit man Verletzungen durch Bombensplitter imitierte. Der Wundverlauf und die Wirkung der getesteten Medikamente wurden dokumentiert und analysiert. Viele Opfer starben noch während der Experimente, andere Jahre später an den Folgeerscheinungen.
Bei all diesen Operationen war als verantwortlicher Arzt in Ravensbrück Karl Gebhardt genannt worden, seine Assistenten waren Fritz Fischer, Ludwig Stumpfegger und Oberheuser. Da ihre Kollegen die Versuchsbedingungen mit der Zeit nicht mehr aushielten, übernahm Oberheuser nach und nach immer mehr Funktionen ihrer Kollegen, wodurch sie die Durchführung der Versuche sicherstellte. Zu ihren Aufgaben gehörte es, die weiblichen Häftlinge für die Experimente auszuwählen, während der Operationen zu assistieren und die Nachversorgung zu gewährleisten, welche zumeist aus einer gezielten Nichtversorgung oder auch gezielten Verschlechterung des Heilungsverlaufs bestand, um ein Höchstmaß an Infektion zu erreichen. Sie wählte in erster Linie junge Polinnen aus, die aus politischen Gründen im Konzentrationslager inhaftiert waren. Nach erfolgter Behandlung wurden zahlreiche Frauen von Oberheuser durch Injektionen ermordet, was sie im Nachhinein als humanitären Akt darzustellen versuchte. Anders als ihre Kollegen, die ebenfalls Patientinnen gezielt durch Spritzen töteten, wählte Oberheuser Benzininjektionen, deren Wirkung erst nach drei bis fünf Minuten und bei vollem Bewusstsein der Versuchsopfer einsetzte.
Aussagen Oberheusers zeigen deutlich ihre Einstellung gegenüber den Patientinnen, welche sie als Kaninchen und nicht als Menschen wahrnahm.
Oberheuser war nicht nur an medizinischen Experimenten, sondern auch an Zwangsabtreibungen und weiteren medizinischen Eingriffen beteiligt. Diese wurden selbst an Frauen, die bereits im siebten oder achten Monat schwanger waren, vorgenommen. Gerhard Schiedlausky bestätigte dies, allerdings habe er nur auf Befehl gehandelt. Oberheuser und Rosenthal hätten ihm zunächst hierbei assistiert, später aber die Eingriffe selbständig durchgeführt. Neben der Abtreibung durch ärztlichen Eingriff kam es auch zum Abort durch Schläge und zur Tötung von Neugeborenen.
Die Ärztin war während ihrer Arbeitszeit in Ravensbrück nachweislich mit mindestens 60 Opfern konfrontiert. Anders als ihre männlichen Kollegen hat Oberheuser die Ergebnisse ihrer Arbeit im Konzentrationslager Ravensbrück nicht für ihre weitere Karriere nach Kriegsende benutzt. Sie sah ihre Aufgabe in der Unterstützung ihrer männlichen Vorgesetzten, trug damit aber wesentlich zur Realisierung der Menschenversuche bei.

## Prozess gegen Herta Oberheuser
Die Verhandlung gegen Oberheuser fand am 3. und 8. April 1947 statt. Oberheuser war die einzige Frau, die im Nürnberger Ärzteprozess wegen Verbrechens gegen die Menschlichkeit angeklagt wurde. Sie wurde von Alfred Seidl, der im Hauptkriegsverbrecherprozess Rudolf Heß und Hans Frank verteidigt hatte, juristisch vertreten.
Oberheuser versuchte vor Gericht, sich mit ihrer „Weiblichkeit“ und dem Argument, dass eine Frau – also auch sie selbst – nicht so brutal sein könne, zu rechtfertigen. Damit war ihr Verhalten, bewusst oder unbewusst, Teil eines gesellschaftlichen Konsenses, dass Frauen und damit auch sie selbst nicht zu solchen Taten fähig seien. Wissenschaftlich wurde diese Frage im so genannten Historikerinnenstreit ausführlich behandelt. Auch erklärte sie, dass die Experimente dem Zweck gedient hätten, das Leben 100.000er verwundeter Wehrmachtssoldaten zu retten. Oberheuser erklärte ferner vor Gericht, dass sie von den Geschehnissen im Lager nichts gewusst habe beziehungsweise sich nicht mehr daran erinnern könne, gleichzeitig zog sie sich immer wieder auf ihren medizinischen Status zurück. Außerdem erklärte sie, dass Anordnungen auf sie gewirkt hätten, als ob sie direkt von Adolf Hitler kämen und damit legitim gewesen seien. Der von ihr geschilderten passiven Rolle widerspricht die Verleihung des Kriegsverdienstkreuzes. Ärzte wie Oberheuser und Fischer gaben bei Befragungen nach Kriegsende an, den zum Tode verurteilten Frauen mit diesen Versuchsoperationen eine Chance zum Überleben gegeben zu haben. Dem widerspricht aber, dass Frauen, wenn sie von den Experimenten genesen waren, sehr häufig ermordet wurden oder infolge weiterer Versuche starben.
Das Gericht befand sie nach vierwöchiger Beratungszeit für schuldig, Kriegsverbrechen und Verbrechen gegen die Menschlichkeit begangen zu haben. Am 20. August 1947 wurde Oberheuser im Nürnberger Ärzteprozess zu zwanzig Jahren Haft verurteilt, ohne dass ihr die Zulassung als Ärztin entzogen wurde. Da sie aufgrund ihres Geschlechts nicht in dieser Funktion Mitglied der SS werden konnte, wurde sie auch nicht wegen der Mitgliedschaft in einer verbotenen Organisation verurteilt. Das Urteil wurde 1951 auf zehn Jahre reduziert, und bereits am 4. April 1952 wurde Oberheuser aus dem Kriegsverbrechergefängnis Landsberg wegen guter Führung entlassen. Sie war etwa fünf Jahre inhaftiert und wurde später mit der Empfehlung des Bundesarbeitsministeriums als Spätheimkehrer anerkannt, wodurch sie eine spezielle berufliche Förderung genoss.

## Rückkehr ins bürgerliche Leben
Nach ihrer Haftentlassung ließ sich Oberheuser wenig später als praktische Ärztin in Stocksee bei Neumünster nieder und arbeitete gleichzeitig bei der Johanniter-Heilstätte in Plön. Von einer Überlebenden aus dem KZ Ravensbrück wurde sie 1956 erkannt und angezeigt. Nach dem Bekanntwerden von Vorwürfen gegen ihre Person wurde sie aus der Johanniter-Heilstätte entlassen. Gleichzeitig eröffnete die Kieler Staatsanwaltschaft ein Verfahren gegen Oberheuser wegen des Verdachts einer strafbaren Handlung, das jedoch bereits 1957 mit der Begründung eingestellt wurde, dass Oberheuser nicht zweimal für dieselbe Tat bestraft werden könne und das Verfahren in Nürnberg rechtmäßig abgeschlossen sei. Die Verfahren waren von größeren bürokratischen Schwierigkeiten geprägt, da die Akten aus Nürnberg nie in den deutschen Bestand überführt worden waren. Trotz des langwierigen und von starkem medialem Interesse geprägten Prozesses um die Schließung der Praxis und Entziehung der Zulassung florierte Oberheusers Privatpraxis.
Im August 1958 wurde ihr, nach Protesten der Arbeitsgemeinschaft ehemaliger Ravensbrückerinnen, die Approbation entzogen. Oberheuser erhob Anfechtungsklage, die am 4. Dezember 1960 abgewiesen wurde: „Nach einer zwölfstündigen Verhandlung hat die achte Kammer des Schleswig-Holsteinischen Verwaltungsgerichtes in Schleswig am Samstag die Anfechtungsklage der Ärztin Oberheuser gegen den Kieler Innenminister Lemke, der ihr wegen ihrer Tätigkeit in dem Frauen-Konzentrationslager Ravensbrück (…) die Approbation entzogen hatte, kostenpflichtig abgewiesen.“ Neben dem Protest ehemaliger Häftlinge waren es besonders internationale Pressestimmen, die den Entzug der Zulassung gefordert hatten.
Oberheuser musste daraufhin ihre Praxis endgültig schließen. Im Mai 1965 verließ sie Stocksee und zog nach Bad Honnef. Am 24. Januar 1978 starb sie im nahegelegenen Linz am Rhein.